# Heteronychia ardua
Heteronychia ardua är en tvåvingeart som beskrevs av Peris, Gonzalez-mora och Mingo 1996. Heteronychia ardua ingår i släktet Heteronychia och familjen köttflugor.
Artens utbredningsområde är Spanien. Inga underarter finns listade i Catalogue of Life.